# Cynewulf
Cynewulf es uno de los doce poetas anglosajones cuyo nombre se conoce hoy en día, y uno de los cuatro cuyas obras se conservan. Es famoso por sus composiciones religiosas, y se le considera una de las figuras preeminentes de la poesía cristiana en inglés antiguo. Su nombre se conoce gracias a las firmas rúnicas que están intercaladas en los cuatro poemas que se le atribuyen. Estos poemas son: «The Fates of the Apostles» (sobre los Hechos de los Apóstoles), «Juliana» (sobre el martirio de Santa Juliana), «Elene» (relato de la búsqueda y encuentro de la cruz de Cristo por Elena de Constantinopla), y «Christ II» (también conocido como «The Ascension», por relatar la ascensión de Cristo).
A diferencia de su predecesor literario, Caedmon, cuya biografía es únicamente conocida a partir de la Historia eclesiástica de Beda, la vida de Cynewulf es un verdadero misterio para los eruditos. Lo que ocurre con él es justamente lo contrario a Caedmon. Los cuatro poemas firmados por Cynewulf comprenden miles de versos. En comparación, la única obra conocida de Caedmon, su «Himno», es muy breve, de sólo nueve versos. Por lo tanto, aunque se tengan pocos datos de su vida, pueden analizarse sus extensos poemas para descubrir evidencias que arrojen luz sobre el poeta. A pesar de los nuevos descubrimientos, Cynewulf sigue siendo «la sombra de un nombre».

## Vida

### Origen y fechas
El origen y las fechas de Cynewulf son objeto de debate entre los historiadores contemporáneos; pero analizando el dialecto del poema y variaciones sobre la forma de escribir su nombre, se obtienen algunos datos. Aunque los manuscritos del Libro de Vercelli y del Libro de Exeter fueron primitivamente traducciones escritas del sajón occidental tardío, lo más probable es que Cynewulf escribiera en dialecto de Anglia y de ello se concluye que vivió en la provincia de Northumbria o Mercia.
Las fechas de Cynewulf son incluso más debatidas entre los eruditos. Cualquier intento de unir al hombre con una figura históricamente documentada ha fracasado o resulta una conexión improbable. Los manuscritos Vercelli y Exeter datan, aproximadamente, de la segunda mitad del siglo X. No obstante, la presencia de formas del sajón occidental temprano en ambos manuscritos significa que es posible que un escriba de la época del rey Alfredo inicialmente tradujera el verso de Cynewulf, lo que lo situaría no antes del siglo X.
Más sorprendentes son las dos variantes textuales del nombre de Cynewulf: Cynewulf y Cynwulf, vienen después de un tiempo en el que la antigua forma de escribirlo era Cyniwulf. Un tal Dr. Sisam señala que la "i" tiende a cambiar a "e" en torno a mediados del siglo VIII, y que el uso generalizado de la "i" desaparece a finales de ese siglo, lo cual sugiere que Cynewulf no puede haber existido antes del año 800. Se ha considerado que el “culto a la cruz,” que se demuestra en el poema Elene, alcanzó su punto álgido en el siglo VIII. Pero lo cierto es que ese culto perduró durante muchos años después. También debe considerarse que el acróstico estaba más de moda en el siglo IX y que la propia firma de Cynewulf en acróstico habría significado seguir la moda de su época. Considerando todo esto, aunque no se sepa con exactitud en qué época vivió, lo más probable es que fuera en el siglo IX. 

### Identidad
En un tiempo, se creyó que Cynewulf podía ser una de estas tres figuras, históricamente documentadas: Cynewulf, Obispo de Lindisfarne (murió cerca de 782), Cynwulf, un sacerdote de Dunwich (vivió en torno a 803), y Cenwulf, Abad de Peterborough (muerto en 1006). La conjetura más plausible es que se trata de Cynewulf de Lindisfarne, considerando que las elaboradas piezas religiosas de Cynewulf han de deberse a "la erudición y fe de un eclesiástico profesional hablando con autoridad". Sin embargo, al menos algunos estudiosos han señalado que aquella época no era adecuada para la invención poética. En realidad, no existe ningún testimonio que permita asegurar su verdadera identidad. 
No obstante, de su obra se deduce que Cynewulf fue sin duda un hombre letrado y educado, pues no puede de otra forma "justificarse la madurez que muestra en su poesía"." Dado el tema de sus poesías, lo más probable es que fuera un "hombre consagrado", y el profundo conocimiento cristiano que su verso implica que estaba muy versado en literatura eclesiástica y hagiográfica, así como en dogma y doctrina de la Iglesia católica. Se inspiraba en fuentes latinas, lo que indica conocimiento del latín, lo que lo relaciona con ser un eclesiástico.

## Obras

### Esquema de las obras
Los eruditos le atribuyeron una amplia cantidad de poemas, considerando que esas piezas se parecían al estilo de sus poemas firmados. En un tiempo pareció plausible que Cynewulf fuera el autor de Riddles of the Exeter Book, el Phoenix, el Andreas, y el Guthlac; incluso poemas anónimos famosos, como el Dream of the Rood, el Harrowing of Hell, y el Physiologus le han sido atribuidos en algún momento. Sin embargo, los estudios de S.K. Das y Claes Schaar hicieron que los académicos limitasen el canon de Cynewulf a los cuatro poemas que lucen su marca acróstica. El libro de Exeter, que es extraordinario por su amplitud, contiene dos poemas de Cynewulf: Juliana y Christ II (The Ascension). En el Libro de Vercelli, por otro lado, se encuentran su Elene y Fates of the Apostles. 
Los cuatro poemas de Cynewulf contienen pasajes donde las letras del nombre del poeta están interpoladas en el texto usando símbolos rúnicos que al tiempo representan ideas con sentido pertinentes al texto. En Juliana y Elene, el nombre se deletrea en la forma más reconocible de Cynewulf, mientras que en Fates y Christ II le falta la "e" del medio, de tal manera que en las runas se lee Cynwulf. Los cuatro poemas provienen de fuentes latinas tales como homilías y hagiografías (las vidas de santos), a diferencia de otros poemas en inglés antiguo, como Genisis, Exodus, y Daniel, que se toman directamente de la Biblia. Los poemas, como una parte importante de la poesía anglosajona, están compuestos en verso aliterativo.
En cuanto a su longitud, Elene es el más largo, con 1.321 versos. Le sigue Juliana, con 731, Christ II, con 427, y The Fates of the Apostles, de sólo 122 versos. Tres de los poemas son “de martirio,” pues el personaje protagonista muere o sufre por sus creencias religiosas. En Elene, santa Elena sufre en su búsqueda de la Sagrada Cruz y difusión del Cristianismo; en Juliana, la protagonista muere después de negarse a contraer matrimonio con un pagano, manteniendo su integridad cristiana; en Fates of the Apostles, el narrador crea una canción sobre las muertes a las que los apóstoles se “enfrentaron gozosamente.” Elene y Juliana encajan en la categoría de los poemas que representan vidas de santos. Estos dos poemas, con Andreas y Guthlac (partes A y B) constituyen las únicas leyendas de santos versificadas en el antiguo inglés. The Ascension es distinto, y es una vehemente descripción de un "tema devoto". 
No se conoce la exacta cronología de los poemas. Se considera que Elene es probablemente el último, debido a su epílogo “autobiográfico”, que implica que Cynewulf es viejo al tiempo de su composición, pero este punto de vista es dudoso. No obstante, parece que Christ II y Elene representan la cúspide de la carrera de Cynewulf, mientras que Juliana y Fates of the Apostles parecen haber sido menos inspirados, y quizá menos maduros.

### Significado de las runas
Es sabido que las runas eran un alfabeto antiguo de los pueblos germanos, y eran usadas por los anglosajones antes de la llegada del alfabeto latino. Sin embargo, lo que no se sabe es el significado de cada runa en el contexto de la poesía de Cynewulf. Cada runa representa una letra, y se tienen significados estándares para cada una de las runas que usa Cynewulf:
| \| Cyn-[C] Yr-[Y] Nyd-[N] Eoh-[E] Wynn-[W] Ur-[U] Lague-[L] Feoh-[F] \| 'antorcha' 'arco' 'necesidad' 'caballo' 'felicidad' 'buey/bisonte/fuerza masculina' 'mar' 'riqueza' \| | |
| Cyn-[C] Yr-[Y] Nyd-[N] Eoh-[E] Wynn-[W] Ur-[U] Lague-[L] Feoh-[F] | 'antorcha' 'arco' 'necesidad' 'caballo' 'felicidad' 'buey/bisonte/fuerza masculina' 'mar' 'riqueza' |

### Significado de inscripciones rúnicas
La importancia de las firmas de Cynewulf puede valorarse desde dos perspectivas.
Por un lado, el uso de Cynewulf de inscripciones rúnicas es de gran importancia para los estudiantes de la historia de la literatura. Reivindicar la autoría de los poemas era una novedad, frente al tradicional anonimato de los poetas, pues ninguna composición se veía como perteneciente a su autor. Los poetas clásicos entregaban sus obras versificadas asumiendo que la obra sería modificada y cambiada hasta perder su estructura original. Cynewulf innovó de manera que la autoría sería reconocida y una originalidad que sería respetada por futuras generaciones. Aún más, al integrar su nombre, Cynewulf intentaba mantener la estructura y forma de su poesía que podría de otro modo “sufrir cambios”.
Desde otra perspectiva, puede verse esta forma de actuar no como un modo de ser reconocido autor, sino para "buscar los rezos de otros para la salvación de su alma." Cynewulf deseaba ser recordado en las oraciones de su público a cambio del placer que obtendrían de sus poemas. En un sentido su expectativa de un premio espiritual contrasta con el reconocimiento material que otros poetas de su tiempo podrían haber obtenido por su arte.

## Justificación como poeta
La justificación de Cynewulf como un poeta parte de la idea de que la "poesía" se "asociaba con la sabiduría". En su Christ II, Cynewulf escribe lo siguiente:
Entonces él, que creó este mundo... nos honró y nos dio regalos... y también colocó en la mente de los hombres muchas clases de sabiduría del corazón. Una de ellas les permitió recordar los poemas sabios, envió a él un noble entendimiento, a través del espíritu de su boca. El hombre a cuya mente le ha sido dado el arte de la sabiduría puede decir y cantar toda clase de cosas.
En la reflexión autobiográfica de Cynewulf en el epílogo de Elene, se evidencia que cree que su propia habilidad como poeta viene directamente de Dios, que "liberó el arte de la poesía" dentro de él.